# Пуна (округ)
Пу́на (маратхи पुणे जिल्हा; англ. Pune) — округ в индийском штате Махараштра. Образован 1 мая 1960 года. Административный центр — город Пуна. Площадь округа — 15 643 км². По данным всеиндийской переписи 2001 года, население округа составляло 7 232 555 человек. Уровень грамотности взрослого населения составлял 80,5 %, что выше среднеиндийского уровня (59,5 %). Доля городского населения составляла 58,1 %.